# Franz Rosenzweig
Franz Rosenzweig (tyska: [ˌfʁant͡s ˈʁoːzn̩ˌt͡svaɪ̯k]
 ( lyssna)), född 25 december 1886 Kassel, död 10 december 1929 i Frankfurt am Main, var en tysk filosof, teolog och översättare.

## Biografi
Rosenzweig studerade historia och filosofi i Freiburg och Berlin. År 1920 disputerade han på en avhandling om Friedrich Hegel, Hegel und der Staat; Rosenzweig kom dock att vända sig mot Hegels påtagliga idealism. Året därpå publicerade Rosenzweig sitt viktigaste arbete, Der Stern der Erlösung. I boken filosoferar han bland annat om människans konfrontation och fruktan för döden. Detta för människan till Gud; det är endast den gudomliga kärleken som kan upphäva dödens realitet. Ännu en gång vände sig Rosenzweig mot den hegelska idealismen och förespråkade att människan ska leva här och nu – i realiteten. Han lämnar metafysiken därhän.
År 1920 grundade Rosenzweig den judiska institutionen för vuxenutbildning, Freies Jüdisches Lehrhaus, i Frankfurt am Main. Personer som förknippas med Lehrhaus är bland andra Leo Löwenthal, Benno Jacob, Bertha Pappenheim, Siegfried Kracauer, Shmuel Josef Agnon och Gershom Scholem.
I februari 1922 diagnostiserades Rosenzweig med amyotrofisk lateralskleros (ALS). Han avled den 10 december 1929, 42 år gammal. Han är begravd på Nya judiska begravningsplatsen i Frankfurt.